# Гранд-Ронд (Орегон)
Гранд-Ронд (англ. Grand Ronde) — переписна місцевість (CDP) в США, в округах Полк і Ямгілл штату Орегон. Населення — 2010 осіб (2020).

## Географія
Гранд-Ронд розташований за координатами 45°4′26″ пн. ш. 123°37′16″ зх. д. / 45.07389° пн. ш. 123.62111° зх. д. (45.073841, -123.621041).  За даними Бюро перепису населення США в 2010 році переписна місцевість мала площу 49,72 км², уся площа — суходіл.

## Демографія
Згідно з переписом 2010 року, у переписній місцевості мешкала 1661 особа в 658 домогосподарствах у складі 433 родин. Густота населення становила 33 особи/км².  Було 720 помешкань (14/км²).
Расовий склад населення:
| - 57,6 % — білих - 28,4 % — корінних американців - 0,4 % — азіатів - 0,1 % — чорних або афроамериканців - 1,5 % — осіб інших рас |

До двох чи більше рас належало 12,2 %. Частка іспаномовних становила 6,7 % від усіх жителів.
За віковим діапазоном населення розподілялося таким чином: 22,2 % — особи молодші 18 років, 60,6 % — особи у віці 18—64 років, 17,2 % — особи у віці 65 років та старші. Медіана віку мешканця становила 44,6 року. На 100 осіб жіночої статі у переписній місцевості припадало 96,1 чоловіків;  на 100 жінок у віці від 18 років та старших — 94,3 чоловіків також старших 18 років.
Середній дохід на одне домашнє господарство  становив 50 274 долари США (медіана — 44 271), а середній дохід на одну сім'ю — 60 703 долари (медіана — 51 071). Медіана доходів становила 50 598 доларів для чоловіків та 35 094 долари для жінок. За межею бідності перебувало 8,7 % осіб, у тому числі 11,5 % дітей у віці до 18 років та 7,0 % осіб у віці 65 років та старших.
Цивільне працевлаштоване населення становило 619 осіб. Основні галузі зайнятості: мистецтво, розваги та відпочинок — 38,9 %, роздрібна торгівля — 18,3 %, публічна адміністрація — 14,9 %.